# Karin Brienesse
Karin Brienesse (n. 17 iulie 1969, Breda, Țările de Jos) este o înotătoare olandeză, medaliată olimpică. A participat la 3 ediții ale Jocurilor Olimpice (1988, 1992, 1996) în care a câștigat o medalie de argint.